# Edward Backhouse Eastwick
Edward Backhouse Eastwick (* 13. März 1814 in Warfield, jetzt Bracknell, Berkshire; † 16. Juli 1883 in Ventnor, Isle of Wight) war ein englischer Orientalist und Diplomat.

## Leben
Eastwick studierte zu Oxford orientalische Sprachen, trat 1836 zu Bombay in das Heer der Ostindischen Kompanie, wurde hier Dolmetscher für Hindustani, Hindi und andre indische Idiome, darauf 1839 attachierter Geschäftsträger in Sindh und ging 1842 mit Henry Pottinger nach Nanjing zum Abschluss des Friedensvertrages.
Wegen gesundheitlicher Problem zur Rückkehr nach Europa gezwungen, ging er nach Frankfurt am Main, wo er Deutsch lernte und Schillers „Geschichte des Abfalls der vereinigten Niederlande“ sowie Bopps „Vergleichende Grammatik“ ins Englische übersetzte (siehe Werke).
1845 zum Professor für Hindustani und Telugu am Haileybury College (Hertfordshire), ernannt, erhielt er 1859 den Posten eines Untersekretärs im Indischen Amt, ward 1860 Legationssekretär am persischen Hof (in welcher Stellung er den Vertrag wegen des durch Persien bis Indien zu führenden Telegraphen zustande brachte) und kehrte 1863 nach England zurück. Er starb am 16. Juli 1883 in Ventnor auf der Insel Wight.
Eastwick wurde 1851 als Mitglied („Fellow“) in die Royal Society aufgenommen.

## Werke
- A vocabulary of the Sindi language. Bombay, 1843. In: Transactions of the Bengal Asiatic Society. 1843.
- Hindustani grammar (2. Ausg., Lond. 1858).
- Dry Leaves from Young Egypt: Being a glance at Sindh before the arrival of Sir Charles Napier. By an Ex-Political. London: Madden, 1849. [Mikrofiche-Ausg. d. 3. Auflg. London 1853].
- The Gulistán (rose-garden) of Sa'dí of Shíráz. Carefully collated with orig. MSS. by E. B. Eastwick. Hertford: Austin, 1850. (Reprint London: The Octagon Press, 1996).
- A Handbook for India: being an account of the three presidencies, and of the overland route; intended as a guide for travellers, officers, and civilians; with vocabularies and dialogues of the spoken languages of India. London: John Murray 1859.
- Journal of a diplomate's three years' residence in Persia. London 1864.
- Handbook of the Panjáb, Western Rajpútáná, Kashmir, and Upper Sindh. London 1883.

### Übersetzungen und Übertragungen
- The Prem ságar, or, The ocean of love. Literally translated from the Hindí of Shrí Lallú Lal kab into English by Edward B. Eastwick. London  1851.
- The Anvár-i Suhailí: or, The lights of Canopus: being the Persian version of the Fables of Pilpay, or the book "Kalílah and Damnah" / rendered into Persian by Husain Vá'iz u'l-Káshifí. Literally translated into prose and verse, by Edward B. Eastwick. Hertford : Stephen Austin 1854.
- Autobiography of Lutfullah, a Mohamedan gentleman: and his transactions with his fellow-creatures, interspersed with remarks on the habits, customs, and character of the people with whom he had to deal. Edited by Edward B. Eastwick. London: Smith, Elder, 1857.
- Poor relief in different parts of Europe: being a selection of essays, translated from the German work, 'Das Armenwesen und die Armengesetzgebung in europäischen Staaten.' Edited by A. Emminghaus ; revised by E. B. Eastwick. London 1873.

Auch übersetzte er Franz Bopps Vergleichende Grammatik.
- A comparative grammar of the Sanscrit, Zend, Greek, Latin, Lithuanian, Gothic, German, and Sclavonic languages. 3 parts in 2 vol. Transl. by Edward Backhouse Eastwick. (Nachdr. d. Ausg. London, Madden and Malcolm, 1845). Hildesheim u. a.: Olms, 1985.

Er arbeitete ebenfalls bei der Übersetzung der Werke von Friedrich Schiller mit:
- - The Works of Frederick Schiller: Historical and dramatic.Translated from the German by E. B. Eastwick, Janus Churchill u. a.